# Is There Anybody Out There? (A Great Big World)
| Recensione | Giudizio |
| ---------- | -------- |
| AllMusic   |          |

Is There Anybody Out There? è l'album di debutto del duo statunitense A Great Big World, pubblicato il 14 gennaio 2014.

## Tracce
1. Rockstar – 3:56
2. Land of Opportunity – 3:25
3. Already Home – 3:50
4. I Really Want It – 3:22
5. Say Something – 3:53
6. You'll Be Okay – 3:58
7. Everyone Is Gay – 2:10
8. There Is an Answer – 3:42
9. I Don't Wanna Love Somebody Else – 2:44
10. This Is the New Year – 3:15
11. Shorty Don't Wait – 4:11
12. Cheer Up! – 2:11
13. Say Something (feat. Christina Aguilera) – 3:49

## Classifiche
| Classifica                | Posizione migliore |
| ------------------------- | ------------------ |
| ARIA Charts               | 45                 |
| Billboard Canadian Albums | 3                  |
| Billboard 200             | 3                  |
| Sverigetopplistan         | 38                 |